# Frändefolkskrigen
Frändefolkskrigen (finska: heimosodat) var en serie konflikter mellan 1918 och 1922 som involverade det nyligen självständiga Finland och de närliggande regioner där Östersjöfinska språk talades. Konflikterna utspelade sig ofta i Ryssland eller i områden som gränsar till Ryssland. Omkring 10 000 finska frivilliga deltog i aktioner vars mål var att stöda eller ta kontrollen över områden befolkade av till finnarna besläktade folk, så kallande frändefolk. Aktionerna syftade till att antingen ta kontrollen över dessa områden eller att hjälpa dem att uppnå självständighet. Många av de som deltog inspirerades av idén om Storfinland. Vissa konflikter bestod av expeditioner från Finland eller lokala uppror där de frivilliga ville hjälpa frändefolken i deras kamp för självständighet eller annektera områdena till Finland.

## Bakgrund

The map shows Finland within the borders of the Grand Duchy. The areas in light red represent the territorial gains hoped for as part of a Greater Finland. A Three Isthmuses border would have drastically shortened the length of the border with Russia.

Fenomenet har starka kopplingar till nationalism och irredentism då Finland nyligen uppnått självständighet och delar av befolkningen kände en skyldighet att hjälpa andra finska folk att uppnå samma sak. Den fennomanska rörelsen hade i årtionden verkat för förfinskning av landet och dess institutioner. Efter att Finska inbördeskriget ytterligare stärkt nationalistiska känslor tog de sig bland annat detta uttryck.

## Estland
Efter Finska inbördeskrigets slut i maj 1918 uppstod gränskonflikter med Ryssland. Redan i slutet av april hade det finska jägarregementet nr 5 hamnat i strid med ryska trupper kring befästningen i Ino. Under Estniska frihetskriget (1918–1920) deltog finska frivilliga på den estniska sidan. Vid Fredsfördraget i Dorpat (Estland-Ryssland) erkände Ryssland Republiken Estlands självständighet.

## Karelen och Ingermanland
Efter Vienaexpeditionen (1918) och Aunus-expeditionen (1919) annekterades Repola och Porajärvi av Finland. Finland stödde även finskingermanländarnas revolt (1918–1920) och Petsamo-expeditioner genomfördes både 1918 och 1920.

## Freden i Dorpat 1920
Förhandlingar om vapenstillestånd hölls i april 1920 vid Systerbäck, men förhandlingarna bröt samman efter två veckor eftersom man inte kunde mötas i sina ståndpunkter. Finland ville ha ett demilitariserat område vid gränsen som skulle täcka Vita Karelens och Aunus norra delar, den del av Ingermanland som fanns norr om floden Neva. Rådsrepubliken Ryssland ville igen att man skulle utgå från den gränsdragning som gällde 1914, inte medräknat Repola och Porajärvi, som skulle avtalas separat.
I juni 1920 inleddes fredsförhandlingar i Dorpat (idag Tartu). Den finska regeringen framförde sin önskan att Petsamo och Kolahalvön skulle föras till Finland, samt att gränsen till rådsrepubliken skulle dras längs linjen Ladoga–Svir–Onega–Vita havet. Ryssarna höll fast på sina krav om 1914 års gränser. Efter ryska bakslag i Polen mjuknade de ryska ståndpunkterna och man närmade sig en kompromiss. Vapenstillestånd slöts mellan Finland och Ryska rådsrepubliken den 13 augusti. Fredsfördraget i Dorpat slöts slutligen den 14 oktober 1920. Rådsrepubliken Ryssland erkände det autonoma Storfurstendömet Finlands gränser från år 1812 och överlät Petsamo till Finland. Finland lovade att ge tillbaka Repola och Porajärvi. Finland gick även med på att lägga ner fästningen vid Ino. Trots att freden i Dorpat blev relativt fördelaktig för Finlands del ansåg delar av högern, speciellt det Akademiska Karelen-Sällskapet som grundats 1922, att det var en "skamfred", eftersom inget Storfinland bildats.

## Östkarelen
Striderna fortsatte dock i Karelen den Karelska expeditionen (1921–1922) och Metsäsissit stred på den östra sidan av gränsen i vad som kom att kallas Kriget i Östkarelen (1921–1922).